# All In (2025)
All In 2025, también conocido como All In: Texas, fue un evento de pago por visión (PPV) de lucha libre profesional producido por la promoción estadounidense All Elite Wrestling (AEW). Fue el tercer  evento All In anual de AEW, y el cuarto All In en general. El evento tuvo lugar el 12 de julio de 2025 en el Globe Life Field de Arlington, Texas, siendo el primer evento PPV de AEW que se celebró en un estadio de béisbol estadounidense y en Texas.

## Producción

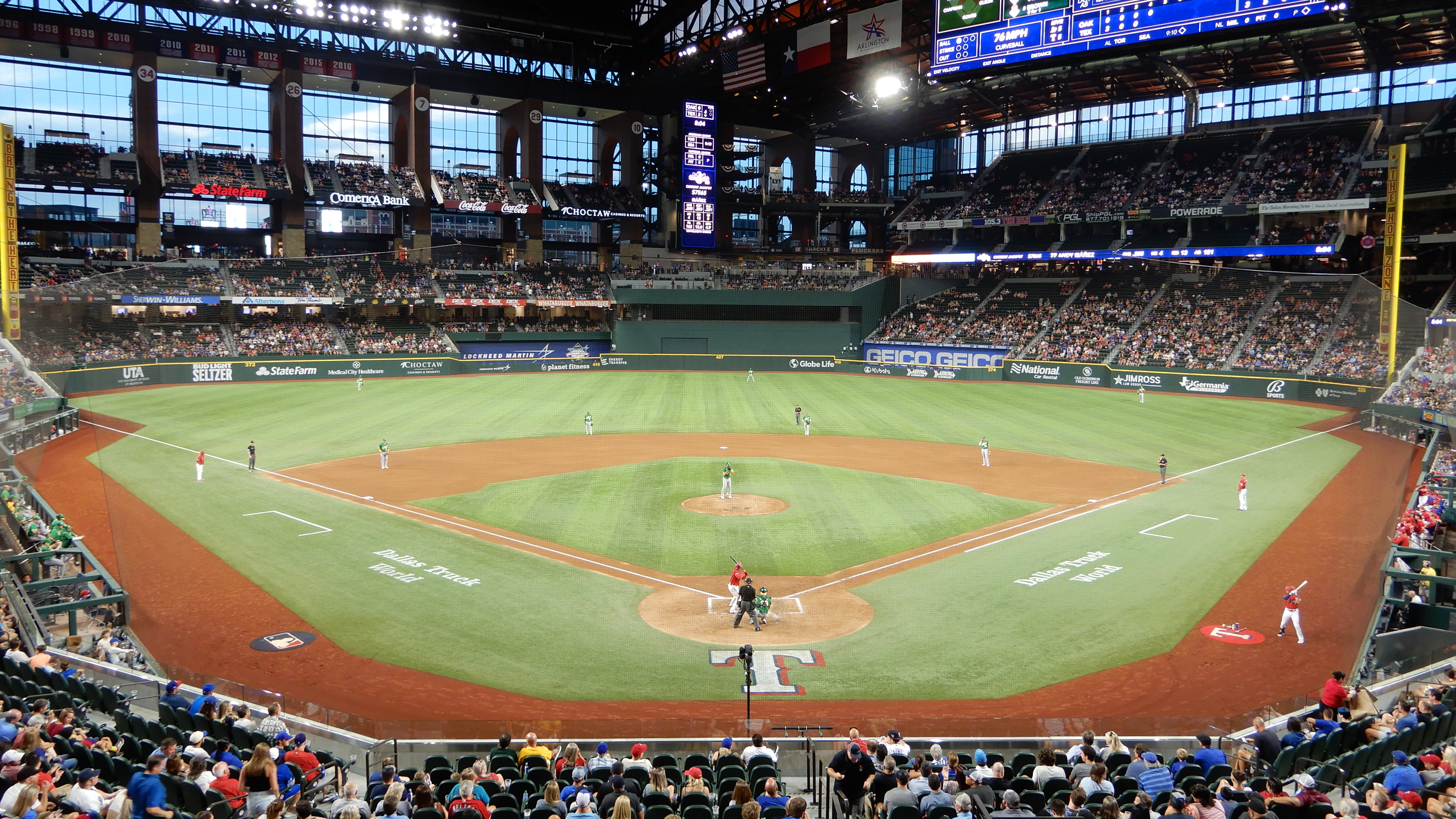
El evento tendrá lugar en el Globe Life Field de Arlington, Texas.

All In se llevó a cabo por primera vez como un evento de pago por evento (PPV) de lucha libre profesional
independiente en septiembre de 2018, y fue producido por miembros de The Elite en asociación con Ring of Honor (ROH), que retuvo los derechos de All In. El evento inspiró la formación de la promoción estadounidense All Elite Wrestling (AEW) en enero de 2019, y después de que el presidente de AEW, Tony Khan, comprara ROH en marzo de 2022,  AEW revivió All In como su primer evento PPV celebrado en el Reino Unido, con ambos los eventos de 2023 y 2024 que tendrán lugar durante el fin de semana festivo de agosto en el Reino Unido en el Estadio de Wembley en Londres, Inglaterra. All In se convertiría en el mayor evento anual de AEW, posteriormente considerado como uno de los "cinco grandes", junto con Double or Nothing, All Out, Full Gear y Revolution, los cinco eventos anuales más grandes de la compañía.
El 15 de agosto de 2024, se anunció que el tercer evento All In anual de AEW, y el cuarto en general, se llevaría a cabo en el Globe Life Field en Arlington, Texas, el sábado 12 de julio de 2025, marcando el primer evento PPV de AEW celebrado en un estadio de béisbol estadounidense y en Texas. All In: Texas también será el primer evento PPV de AEW que se llevará a cabo en julio. Posteriormente, será el primer evento de lucha libre profesional que se lleve a cabo en el Globe Life Field.
All In se enfrentará a The Great American Bash, un evento en directo producido por WWE para su marca de desarrollo, NXT.

## Antecedentes
La Owen Hart Cup es un torneo anual de lucha libre profesional celebrado por AEW en colaboración con la Fundación Owen Hart en honor a Owen Hart. Consta de dos torneos de eliminación simple, uno para hombres y otro para mujeres. Los respectivos ganadores reciben un trofeo llamado "The Owen", un cinturón conmemorativo del campeonato y un combate por el campeonato mundial en All In. Las finales de ambos torneos tuvieron lugar en Double or Nothing el 25 de mayo de 2025. La Copa Owen Hart femenina fue ganada por Mercedes Moné, que derrotó a Jamie Hayter y ganó un combate por el Campeonato Mundial Femenino de AEW contra la actual campeona "Timeless" Toni Storm. La Copa Owen Hart masculina fue ganada por "Hangman" Adam Page, que derrotó a Will Ospreay y ganó un combate por el Campeonato Mundial de AEW contra el actual campeón Jon Moxley.
Tras ganar el Continental Classic 2024 en Worlds End el 28 de diciembre y retener el Campeonato Continental de AEW, Kazuchika Okada se enfrentó a su antiguo rival Kenny Omega, que llevaba más de un año fuera de combate debido a un diagnóstico legítimo de diverticulitis que se había agravado recientemente tras un ataque de The Elite (el antiguo grupo de Omega al que Okada se había unido por entonces). Omega ganaría el Campeonato Internacional de AEW en Revolution el 9 de marzo de 2025. Tras defender con éxito el título en el episodio especial Fyter Fest el 4 de junio, Omega se enfrentó a Okada. Posteriormente, se programó un combate Winner Takes All por el Campeonato Internacional y el Campeonato Continental para All In. Durante la firma del contrato la semana siguiente, Tony Schiavone confirmó que el combate sería un combate de unificación de campeonatos para unificar los títulos como el Campeonato Unificado de AEW.
En el episodio de Collision del 21 de junio, se anunció que se celebraría un combate Casino Gauntlet en All In; posteriormente se reveló que habría una versión masculina y otra femenina del combate, y que los respectivos ganadores obtendrían una futura oportunidad por el campeonato mundial. El 25 de junio, en el episodio de Dynamite, se celebraron dos combates a cuatro bandas, uno para hombres y otro para mujeres, para determinar los participantes número uno de cada uno, que ganaron respectivamente Mark Briscoe y Kris Statlander.  El 2 de julio, en Dynamite 300, MJF, de  The Hurt Syndicate, ganó un combate a cuatro bandas y se convirtió en el participante número dos del Gauntlet masculino.
En Dynasty el 6 de abril, The Young Bucks (Matthew Jackson y Nicholas Jackson) regresaron después de una pausa desde octubre, e interfirieron en el evento principal, ayudando a Jon Moxley a derrotar a Swerve Strickland, con Moxley reteniendo su Campeonato Mundial de AEW. Strickland tendría un feudo tanto con Moxley y Death Riders, como con The Young Bucks, culminando en un combate de Anarchy in the Arena en  Double or Nothing el 25 de mayo, que el equipo de Strickland ganó.  Summer Blockbuster el 11 de junio, The Young Bucks renovaron su rivalidad con Strickland, e intentaron darle una superpatada con zapatos que tenían chinchetas incrustadas en las suelas después del combate de Strickland con Will Ospreay, pero Ospreay se movió a propósito frente a Strickland y fue superpateado en su lugar. En el episodio del 25 de junio de Dynamite, Ospreay y Strickland desafiaron a The Young Bucks a una lucha por equipos en All In, pero The Young Bucks se negaron.  En Dynamite 300 el 2 de julio, Ospreay y Strickland nuevamente desafiaron a The Young Bucks a un combate, esta vez con la estipulación adicional de que si The Young Bucks perdían, serían despojados de sus títulos de Vicepresidente Ejecutivo, pero si Strickland y Ospreay perdían, ninguno de los dos podría desafiar por el Campeonato Mundial de AEW durante un año. y The Young Bucks aceptó.
En Dynasty, en abril, Adam Cole derrotó a Daniel García y ganó el Campeonato TNT de AEW.  Tras Double or Nothing, en mayo, Cole inició una rivalidad con Kyle Fletcher por el título, y Cole derrotó a Fletcher por descalificación en el episodio de Dynamite del 28 de mayo. El 5 de julio, en Collision 100, Fletcher derrotó a García y se convirtió en el aspirante número uno al Campeonato TNT en All In.

## Resultados
- Zero Hour: The Sons of Texas (Dustin Rhodes, Sammy Guevara, Marshall & Ross Von Erich) (con Kevin Von Erich) derrotaron a Shane Taylor Promotions (Shane Taylor, Lee Moriarty, Shawn Dean & Carlie Bravo) (con Anthony Ogogo & Trish Adora) (7:16)
  - Rhodes cubrió a Dean después de un «Iron Claw».
  - Durante la lucha, Ogogo interfirió a favor de Shane Taylor Promotions, mientras que Kevin lo hizo a favor de The Sons of Texas.
- Zero Hour: «Big Boom!» A.J. & The Conglomeration (Kyle O'Reilly, Tomohiro Ishii & Hologram) (con Big Justice & The Rizzler) derrotaron a Don Callis Family (Lance Archer, Hechicero, Rocky Romero & Trent Beretta) (12:45).
  - A.J. cubrió a Beretta después de un «PowerBOOM».
- Zero Hour: FTR (Cash Wheeler & Dax Harwood) (con Stokely) derrotó a The Outrunners (Turbo Floyd & Truth Magnum) (16:10).
  - Harwood cubrió a Floyd con un «Roll-Up».
  - Durante la lucha, Stokely interfirió a favor de FTR.
- The Opps (Samoa Joe, Katsuyori Shibata & Powerhouse Hobbs) derrotaron a Death Riders (Claudio Castagnoli, Wheeler Yuta & Gabe Kidd) y retuvieron el Campeonato Mundial de Tríos de AEW (14:10).
  - Joe cubrió a Yuta después de un «Muscle Buster».
  - Después de la lucha, Death Riders atacaron a The Opps.
- MJF ganó el Casino Gauntlet Match y una oportunidad por el Campeonato Mundial de AEW (34:55).
  - MJF cubrió a Roderick Strong después de un «Jay Driller» de Mark Briscoe.
  - Los demás participantes fueron (por orden de entrada): Ricochet, Bandido, Konosuke Takeshita, Místico, Josh Alexander, Anthony Bowens, Brody King, Juice Robinson, Kota Ibushi, The Beast Mortos y Max Caster.
- Dustin Rhodes derrotó a Daniel Garcia, Sammy Guevara y Kyle Fletcher y ganó el vacante Campeonato TNT de AEW (15:45).
  - Rhodes cubrió a Garcia después de revertir un «Dragontamer» con un «Roll-Up».
  - Originalmente Adam Cole debía defender el título ante Fletcher, pero tuvo que dejarlo vacante debido a una lesión.
- Swerve Strickland & Will Ospreay (con Prince Nana) derrotaron a The Young Bucks (Matthew Jackson & Nicholas Jackson) (25:50).
  - Strickland cubrió a Matthew después de una combinación de «Hidden Blade» y «House Call».
  - Como resultado, The Young Bucks perdieron sus puestos como vicepresidentes ejecutivos de AEW.
  - Si Strickland y Ospreay perdían, no podrían competir por el Campeonato Mundial de AEW en un lapso de un año.
  - Esta lucha fue calificada con 5.5 estrellas por el periodista Dave Meltzer.
- Athena ganó el Casino Gauntlet Match y una oportunidad por el Campeonato Mundial Femenino de AEW (27:00).
  - Athena cubrió a Mina Shirakawa después de un «O-Face».
  - Las demás participantes fueron (por orden de entrada): Kris Statlander, Megan Bayne, Willow Nightingale, Tay Melo, Thekla, Julia Hart, Queen Aminata, Thunder Rosa, Syuri y Alex Windsor.
- The Hurt Syndicate (Bobby Lashley & Shelton Benjamin) (con MVP & MJF) derrotó a JetSpeed (Mike Bailey & Kevin Knight) y The Patriarchy (Christian Cage & Nick Wayne) (con Kip Sabian & Shayna Wayne) y retuvo el Campeonato Mundial en Parejas de AEW (18:40).
  - Lashley cubrió a Cage después de un «Spear».
  - Durante la lucha, MJF interfirió a favor de The Hurt Syndicate, mientras que Sabian, Shayna y FTR (Cash Wheeler & Dax Harwood) lo hicieron a favor de The Patriarchy.
  - Después de la lucha, Nick, FTR y Sabian atacaron a Cage traicionándolo, pero fueron detenidos por Cope quien hizo su regreso.
- «Timeless» Toni Storm (con Luther) derrotó a Mercedes Moné y retuvo el Campeonato Mundial Femenino de AEW (24:10).
  - Storm cubrió a Moné después de un «Storm Zero» desde la tercera cuerda.
- Kazuchika Okada (con Don Callis) derrotó a Kenny Omega (con Kota Ibushi), retuvo el Campeonato Continental de AEW y ganó el Campeonato Internacional de AEW, unificando los títulos en el inaugural Campeonato Unificado de AEW (30:32).
  - Okada cubrió a Omega después de un «Rainmaker».
  - Durante la lucha, Callis y Rocky Romero intefirieron a favor de Okada, mientras que Ibushi lo hizo a favor de Omega.
- «Hangman» Adam Page derrotó a Jon Moxley (con Marina Shafir) en un Texas Death Match y ganó el Campeonato Mundial de AEW (35:55).
  - Page forzó a Moxley a rendirse después de ahorcarlo con una cadena.
  - Durante la lucha, Death Riders (Shafir, Claudio Castagnoli, Wheeler Yuta & Gabe Kidd) y The Young Bucks (Matthew Jackson & Nicholas Jackson) interfirieron a favor de Moxley, mientras que Will Ospreay, Bryan Danielson, Darby Allin y Swerve Strickland lo hicieron a favor de Page.
  - Esta lucha fue calificada con 5.5 estrellas por el periodista Dave Meltzer.